# Барнаульский маньяк
Барнаульский маньяк — советский и российский серийный убийца, убивший в 1989 и 1999—2000 годах не менее 11 девушек и женщин в Барнауле и возле села Бураново Калманского района Алтайского края. Возможно, причастен ещё к 4 убийствам, совершённым в 1998—2000 годах. В мае 2023 года арестовали предполагаемого маньяка, им оказался Виталий Манишин (род. 1971). По словам начальника отдела прокуратуры Алтайского края Евгения Степанова, причастность Манишина подтверждают вещественные доказательства и показания подозреваемого, в том числе показание места захоронения одной из жертв. Дело было направлено в суд в мае 2024 года.

## Преступления
17-летняя Людмила Обидина пропала 16 сентября 1989 года. Её считают первой жертвой. После этого маньяк затаился на 10 лет.
7 июня 1998 года в Барнауле пропала абитуриентка АлтГПУ Яна Шаламова. Через неделю её тело было обнаружено рыбаками в реке Оби. Эксперты установили, что девушку задушили. 17 июня, примерно через 10 дней после исчезновения Шаламовой, пропала без вести вторая абитуриентка АлтГПУ Галина Деринг. Через месяц её тело с множеством ранений колюще-режущим предметом обнаружено прикопанным в лесополосе возле села Бураново Калманского района. Причастность «Барнаульского маньяка» к убийствам 1998 года под вопросом.
Летом 1999 года в Барнауле пропали 4 девушки. 28 июня пропала 21-летняя абитуриентка АлтГТУ Чодураа Ооржак, в июле — 27-летняя Светлана Филипченко, которая приехала в Барнаул из Новосибирска в поисках работы, а 9 августа — 25-летняя Наталья Бердышева, которая приехала из Заринска трудоустраиваться в кооперативный техникум, в последний раз её видели в АлтГТУ. Также этим летом пропала Светлана Опарина, но причастность «Барнаульского маньяка» к этому эпизоду под вопросом.
С июня по август 2000 года в Барнауле пропали 5 абитуриенток АлтГТУ: Юлия Техтиекова (29 июня), Лилиана Вознюк (28 июля), Ольга Шмакова (1 августа), Анжела Бурдакова (8 августа) и Ксения Киргизова (15 августа). Всех девушек последний раз видели на территории университета. Во время расследования были опрошены 35 000 человек: преподаватели, работники, студенты и абитуриенты университета. Несколько абитуриенток рассказывали, что в период экзаменов они встречали мужчину, который предлагал им помощь в поступлении: возраст 40-45 лет, среднего телосложения, рост 175-180 сантиметров, волосы тёмно-русые, стрижка «ёжик», правильные приятные черты лица. Был составлен фоторобот, который показали на местном телевидении. По фотороботу сотрудники АлтГТУ опознали одного из своих коллег. Подозреваемого тут же взяли в разработку, но его причастность к исчезновению девушек не подтвердилась. Всего был составлен 71 фоторобот лиц, которые предлагали абитуриентам какие-либо услуги в барнаульских ВУЗах. Также были проверены автовладельцы на близлежащей стоянке.
Параллельно с расследованием дела о пропавших абитуриентках АлтГТУ правоохранительные органы раскрыли ещё 36 других преступлений. В самом АлтГТУ были выявлены случаи взяточничества, а также сексуальных домогательств со стороны преподавателей к студенткам и абитуриенткам. После проверки поступившей информации ряд преподавателей ВУЗа были уволены.
Также 12 июля пропала 17-летняя Елена Анисимова, планировавшая поступать в ПТУ №35.
Одновременно в июле в Барнауле пропали 2 женщины, приезжавшие к своим дочерям-абитуриенткам: в АГАУ — 53-летняя Валентина Михайлюкова из Романовского района (14 июля), в АГИК — 43-летняя Нина Шакирова из Краснощёковского района (18 июля). Причастность «Барнаульского маньяка» к убийству Шакировой под вопросом.
4 сентября возле посёлка Южный, в лесополосе около трассы «Барнаул — Рубцовск», были найдены разорванная одежда, блокнот, справка и схема территории АлтГТУ, принадлежавшие Ксении Киргизовой. При обследовании территории оперативники обнаружили на кладбище посёлка 5 свежих могил, которые местные жители не опознали. Захоронения вскрыли, но все они оказались пустыми.
В начале октября возле села Бураново Калманского района местными жителями был обнаружен скелетированный женский труп. Экспертиза установила, что останки принадлежали Анжеле Бурдаковой. В том же месяце, также возле села Бураново, были найдены останки Ксении Киргизовой, Валентины Михайлюковой, Нины Шакировой и Чодураа Ооржак. В 2001 году были найдены останки Ольги Шмаковой (17 мая) и Юлии Техтиековой (23 сентября), в 2002 году — останки Лилианы Вознюк.
Психиатры попытались воссоздать образ предполагаемого преступника: возраст 35-40 лет, женат, в семье есть дети, имеет личный автомобиль, работа позволяет делать отлучки на определённое время.

## Подозреваемые
11 сентября в УВД Барнаула обратилась студентка АлтГТУ Анастасия Суманосова и сообщила, что на вещевом рынке в одном из торговцев узнала мужчину, которого видела в университете во время вступительных экзаменов, тогда он представился ей деканом экономического факультета и предлагал помощь в поступлении. Им оказался 45-летний Александр Анисимов, ранее судимый за хулиганство и кражу. Его взяли под наблюдение. Покупатели на рынке отзывались о нём как очень общительном и обходительном человеке. Было установлено, что он женат, имеет 3 детей, и у него есть автомобиль «ВАЗ-2109».
27 октября Анисимова задержали. При обыске в его квартире и гараже были найдены 2 топора, ножи, обрез охотничьего ружья, патроны и наручники. Первоначально задержанный заявлял, что со студентками не встречался и на территории АлтГТУ никогда не был. Но ещё 11 студенток опознали в торговце человека, предлагавшего решить проблемы с поступлением. Через 3 дня задержанный написал явку с повинной, где заявил о своей причастности к исчезновению и убийствам 5 абитуриенток АлтГТУ, мотивом назвал разбой.
В камере Анисимов неудачно пытался повеситься на шнуре от куртки. 1 ноября 2000 года во время следственного эксперимента в 9-этажном доме на улице Георгия Исакова, где задержанный должен был показать квартиру скупщика, которому сбывал ювелирные украшения убитых девушек, он выбросился из окна 8 этажа. Дело осталось нераскрытым, но исчезновения девушек в Барнауле после этого прекратились. Однако бывший начальник УВД Барнаула генерал-майор полиции Николай Турбовец в интервью, данном 11 июня 2019 года, признал, что по-прежнему не уверен в виновности Анисимова.
На причастность к исчезновению и убийствам 5 абитуриенток АлтГТУ проверяли маньяков Алексея Рыжкова и Александра Павленко, а также новосибирскую банду Евгения Квашнина.

### Виталий Манишин
В начале мая 2023 года по подозрению в убийстве Людмилы Обидиной в 1989 году был задержан житель Алтайского края Виталий Егорович Манишин (род. 1971, посёлок Зелëная Дубрава Родинского района Алтайского края). До марта 2023 года он занимал должность замглавы администрации Калманского района, а в 2000-х годах работал ветеринаром. Он сразу признался в инкриминируемом преступлении, а затем и в пяти убийствах абитуриенток АлтГТУ, подробно описав каждый эпизод и выразив желание сотрудничать со следствием. Манишин также показал место захоронения одной из жертв, которая до поимки Манишина числилась без вести пропавшей. Следственный комитет установил, что в сумме Манишин причастен к 11 убийствам девушек, начиная с 1989 года.
В 2024 году уголовное дело было направлено в суд.

## В массовой культуре

### Телепередачи и фильмы
- Передача «Независимое расследование», телеканал НТВ, эфир от 19 октября 2000: «Барнаул, Университетский маньяк»
- Документальный фильм «Красавицы и чудовища» (1-я серия) из цикла «Криминальная Россия» (2006)
- Документальный фильм «Кровавый „ректор“» из цикла «Первая кровь» (2010)
- Документальный фильм «Самый загадочный маньяк России I Как его искали 23 года» YouTube-канала Baza (2024)

### Книги
- Клишина Е. «Крыси-мыси: история о похищенных жизнях». — Ростов н/Д. : Феникс-Премьер, 2025. — 222 с. — 4000 экз. — ISBN 978-5-222-40839-1.